# XY Водолея
XY Водолея (лат. XY Aquarii), HD 220124 — одиночная звезда в созвездии Водолея на расстоянии приблизительно 357 световых лет (около 110 парсеков) от Солнца. Видимая звёздная величина звезды — +9,37m.

## Характеристики
XY Водолея — жёлтый карлик спектрального класса G0V или F7V. Эффективная температура — около 6140 К. Ранее считалась переменной звездой, но дальнейшие наблюдения переменности не подтвердили.